# Xã Clinton, Quận Divide, Bắc Dakota
Xã Clinton (tiếng Anh: Clinton Township) là một xã thuộc quận Divide, tiểu bang Bắc Dakota, Hoa Kỳ. Năm 2010, dân số của xã này là 13 người.